# Habenaria demissa
Habenaria demissa är en orkidéart som beskrevs av Rudolf Schlechter. Habenaria demissa ingår i släktet Habenaria och familjen orkidéer. Inga underarter finns listade i Catalogue of Life.